# Forget Me Not (film 2009)
Forget Me Not è un film horror statunitense del 2009 scritto e diretto da Tyler Oliver. Presentato in anteprima il 24 agosto 2009, il film ha avuto un'uscita nelle sale limitate e vede come protagonisti Carly Schroeder, Cody Linley, Brie Gabrielle e Jillian Murray.

## Trama
Sandy Channing e i suoi compagni di scuola decidono di festeggiare il diploma in un cimitero passando la notte a fare giochi da bambini.
Ma quando la bravata si trasforma in qualcosa di molto pericoloso la più debole del gruppo, Angela, muore a causa di uno stupido incidente che i ragazzi sperano di dimenticare.